# Robert Kleinau
Konrad Wilhelm Julius Robert Kleinau, Rufname Robert (* 17. August 1846 in Möckern; † 2. November 1921 in Berlin) war ein deutscher Architekt und kommunaler Baubeamter.

## Leben

### Familie
Kleinaus Eltern waren der Zimmermannsmeister und Mühlenbaumeister Johann Samuel Andreas Kleinau (1789–1860) und dessen zweite Ehefrau Dorothee Sophie Kohl (1800–1892). Sein Halbbruder, der aus der ersten Ehe des Vaters mit Johanna Sophie Rumpf entstammte, war der Ingenieur und Baumeister Johann Friedrich Samuel Kleinau (1811 bis nach 1875). Verheiratet war er seit dem 26. Mai 1874 mit Marie Janeck (1856–1933), aus deren geschiedener Ehe drei Kinder und in zweiter Ehe seit dem 13. November 1885 mit Johanna König (* 1859) fünf Kinder entstammen. Einer der Söhne aus der zweiten Ehe war der spätere Magistratsoberbaurat Walther Kleinau (1886–1958). Sein letzter Wohnsitz war an der Argentinischen Allee 2 in Berlin-Zehlendorf.

### Beruf
In den 1860er Jahren war Kleinau Stadtbaudirektor in Magdeburg, danach Magistratsoberbaurat in Berlin, und schließlich ab 1893 als freier Architekt in Zehlendorf tätig. In Magdeburg wurde er Mitglied der Freimaurerloge Harpokrates.
Die Keck'schen Gärten des Hoteliers und Cafétiers Emil Theodor Ferdinand Keck an der Mühlenstraße/Prinz-Handjery-Straße in Berlin-Zehlendorf gestaltete er gemeinsam mit dem Obergärtner Wilhelm Derling. Weiterhin schuf er zahlreiche Wohnbauten, überwiegend in Berlin-Zehlendorf.

### Werk
- 1894: Wohnhaus in Berlin-Zehlendorf, Martin-Buber-Straße 5 (erbaut auf eigene Rechnung, unter Denkmalschutz)[5]
- 1896–1897: Wohnhaus in Berlin-Zehlendorf, Hohenzollernstraße 11 (erbaut auf eigene Rechnung, unter Denkmalschutz)[6]
- 1897: Wohnhaus in Berlin-Zehlendorf, Beuckestraße 8 (erbaut auf eigene Rechnung, unter Denkmalschutz)[7]
- 1898–1899: Wohnhaus in Berlin-Zehlendorf, Beuckestraße 9 (unter Denkmalschutz)[8]
- 1898–1899: Wohnhaus in Berlin-Zehlendorf, Hohenzollernstraße 3 (unter Denkmalschutz)[9]
- 1898–1899: Wohnhaus in Berlin-Zehlendorf, Prinz-Handjery-Straße 15 (unter Denkmalschutz)[10][11]
- 1899–1900: Wohnhaus in Berlin-Zehlendorf, Beuckestraße 5–6[12]
- 1903–1904: Wohnhaus Hausding in Berlin-Zehlendorf, Libellenstraße 6 (unter Denkmalschutz)[13]
- 1903–1904: Wohnhaus für den Kaufmann Albert Buchelen in Berlin-Zehlendorf, Knesebeckstraße 1/Prinz-Handjery-Straße 15 (erbaut auf eigene Rechnung, unter Denkmalschutz)[14]
- 1904–1905: Wohnhaus für den Fortbildungsschullehrer Wilhelm Rockholz in Berlin-Zehlendorf, Von-Luck-Straße 16
- 1904–1905: Wohnhaus für den Kaufmann Albert Buchelen in Berlin-Zehlendorf, Riemeisterstraße 6 (unter Denkmalschutz)[15]
- 1905: Wohnhaus in Berlin-Zehlendorf, Hohenzollernstraße 1/Martin-Buber-Straße (auf eigene Rechnung, unter Denkmalschutz)[16]
- 1910–1911: Wohnhaus in Berlin-Zehlendorf, Argentinische Allee 3/Sven-Hedin-Straße (unter Denkmalschutz[17], ehemals ein Objekt des BND[18])
- 1914: Vier Reihenhäuser in Berlin-Zehlendorf, Düppelstraße 3–3c
- 1915: Doppelwohnhaus in Berlin-Zehlendorf, Berlepschstraße 72/72A

## Ehrungen
1934 wurden in Berlin die Paulastraße und die Klarastraße in Kleinaustraße umbenannt.